# Ashland (Nebraska)
Ashland è un comune degli Stati Uniti d'America, situato in Nebraska, nella contea di Saunders.